# Smldinec
Smldinec (Dioscorea) je rod jednoděložných rostlin z čeledi smldincovitých. Některé druhy se pěstují pro jedlé škrobnaté hlízy nazývané jamy. Některé jamy jsou původem z Afriky, jiné z jihovýchodní Asie. Pěstují se hlavně v tropech všech kontinentů. Hlízy obsahují jedovatý alkaloid dioscorin, který se však dá zničit teplem. Proto se hlízy před konzumací vaří nebo jinak tepelně upravují. Rod smldinec zahrnuje asi 100 druhů.

## Galerie

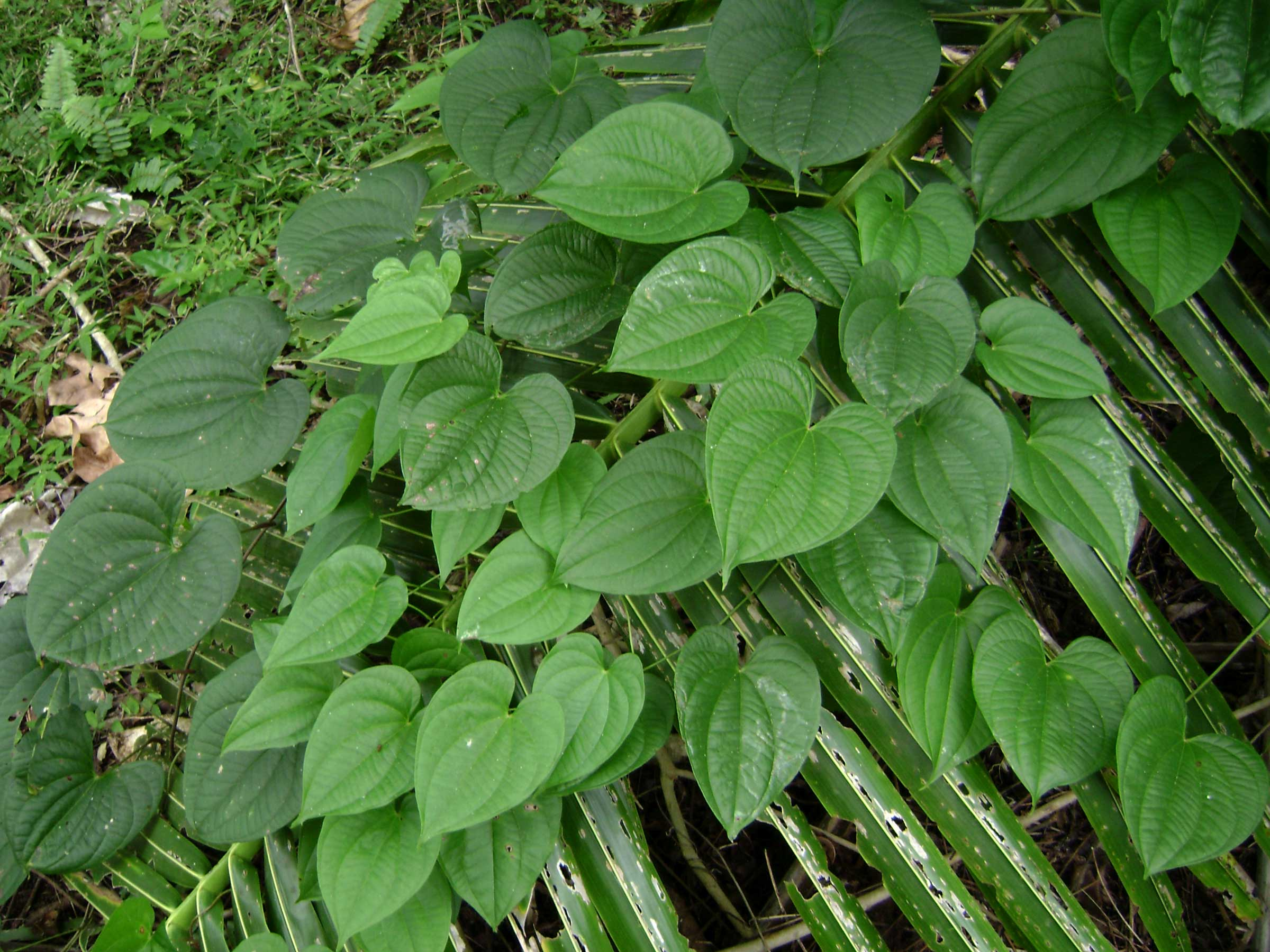
Dioscorea alata
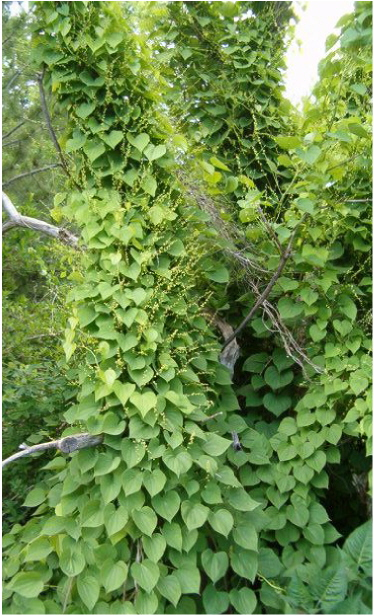
Dioscorea balcanica
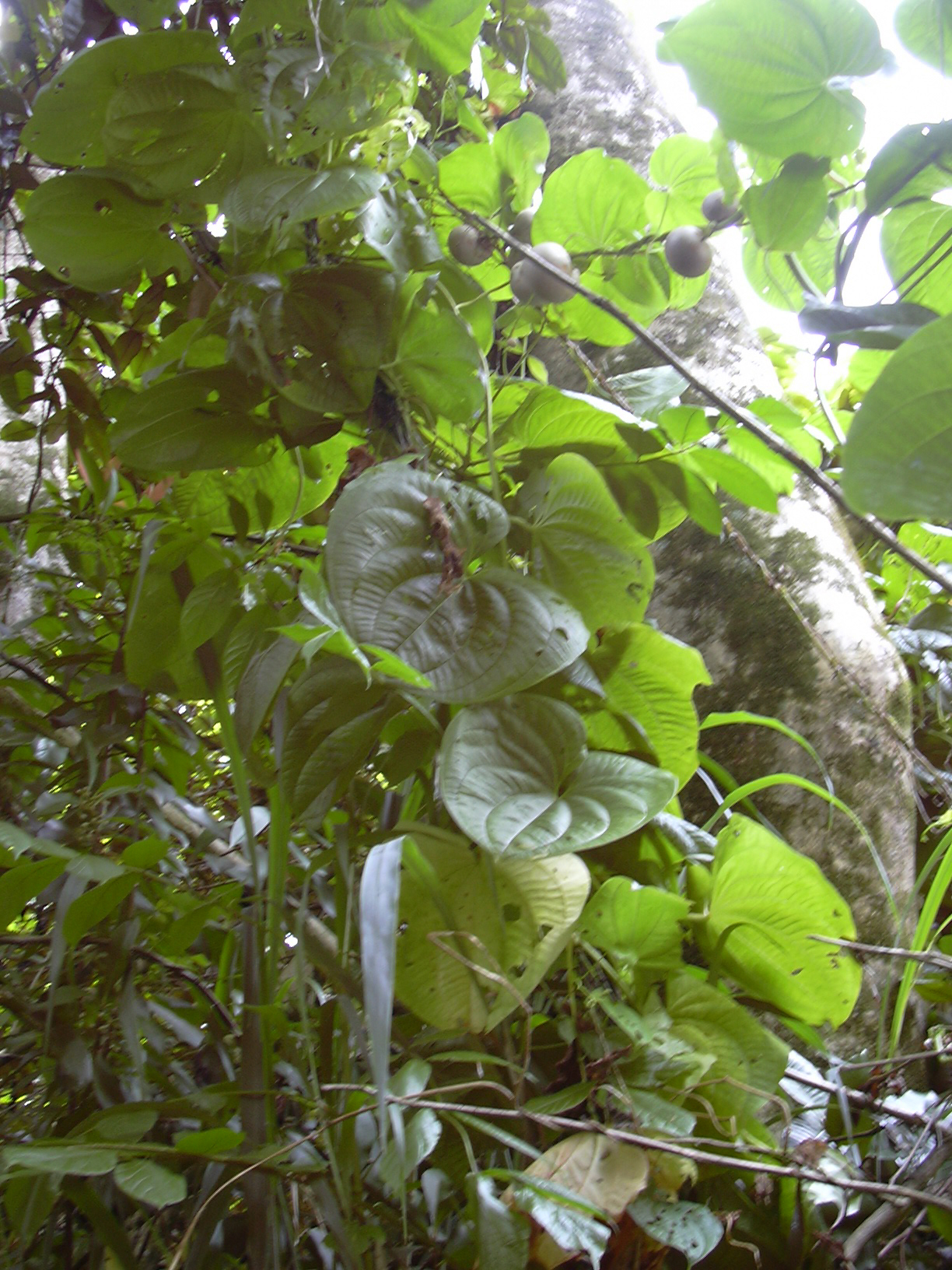
Dioscorea bulbifera
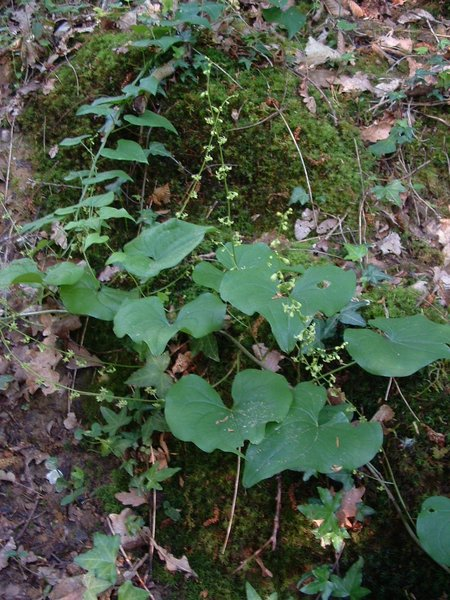
Dioscorea communis
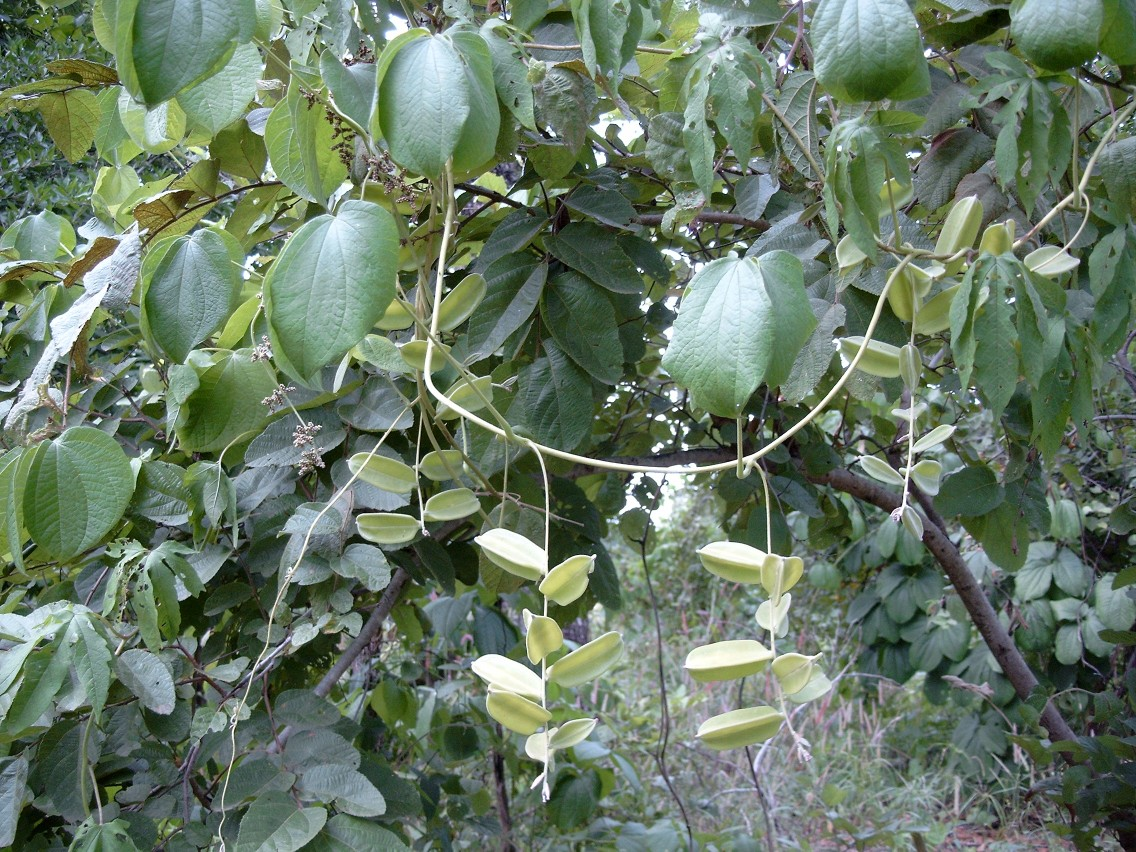
Dioscorea dumetorum, Burkina Faso
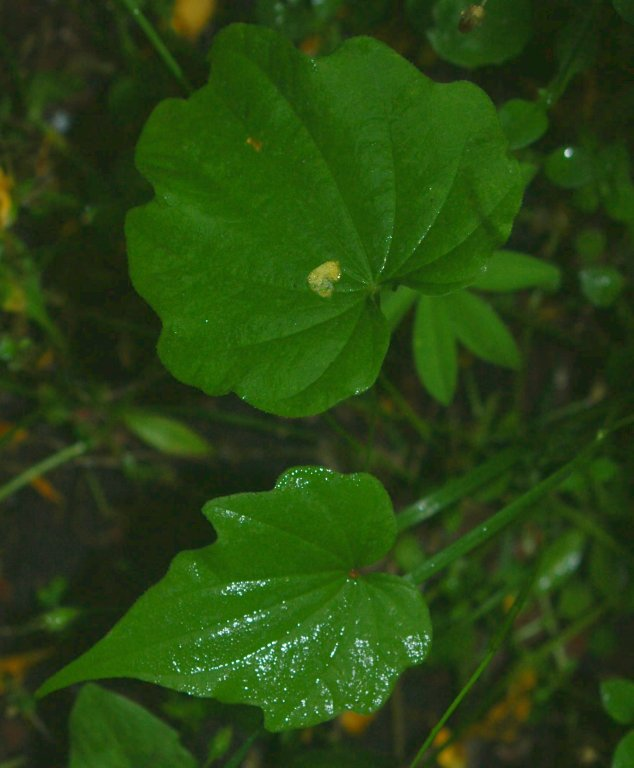
Dioscorea nipponica
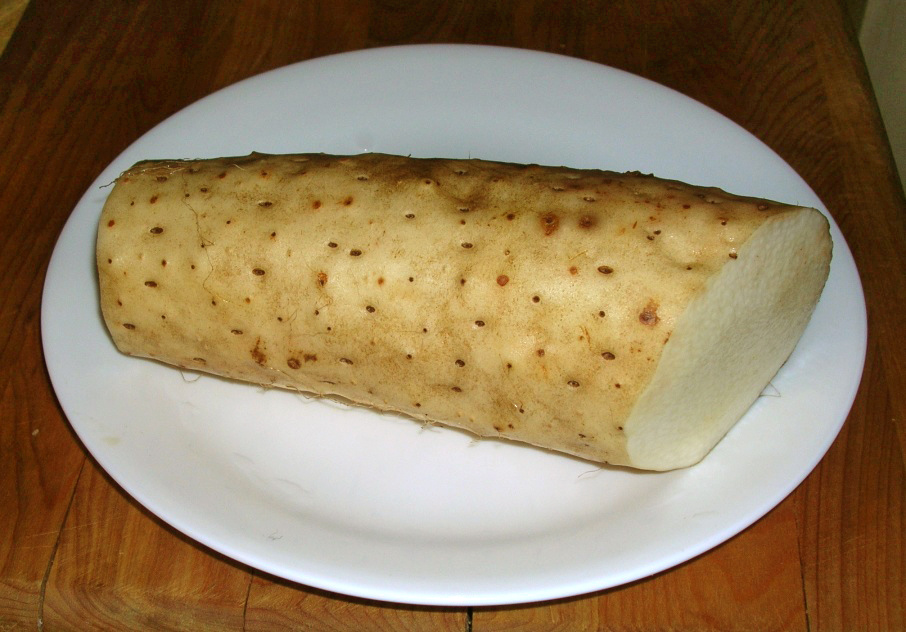
Dioscorea opposita
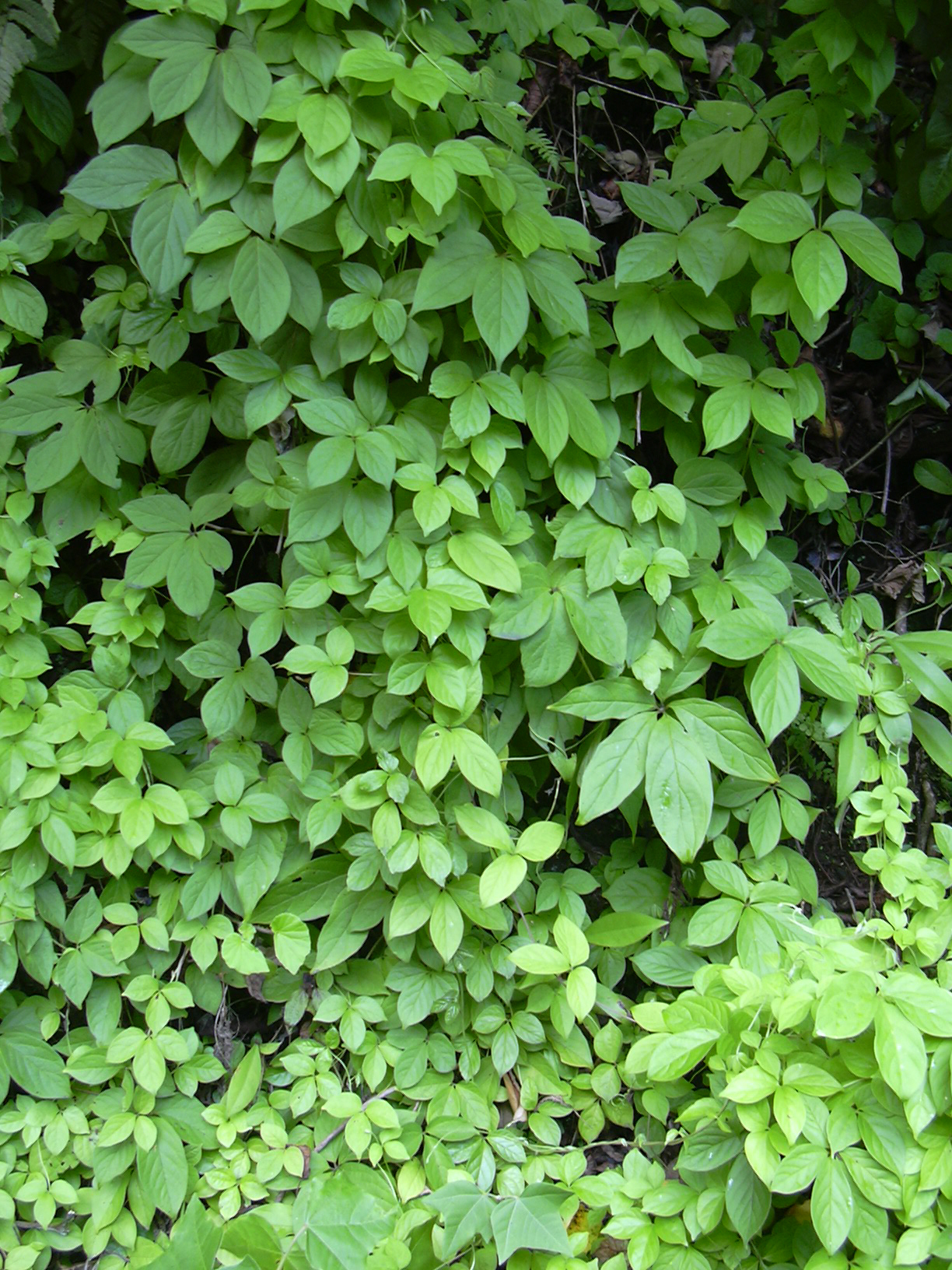
Dioscorea pentaphylla
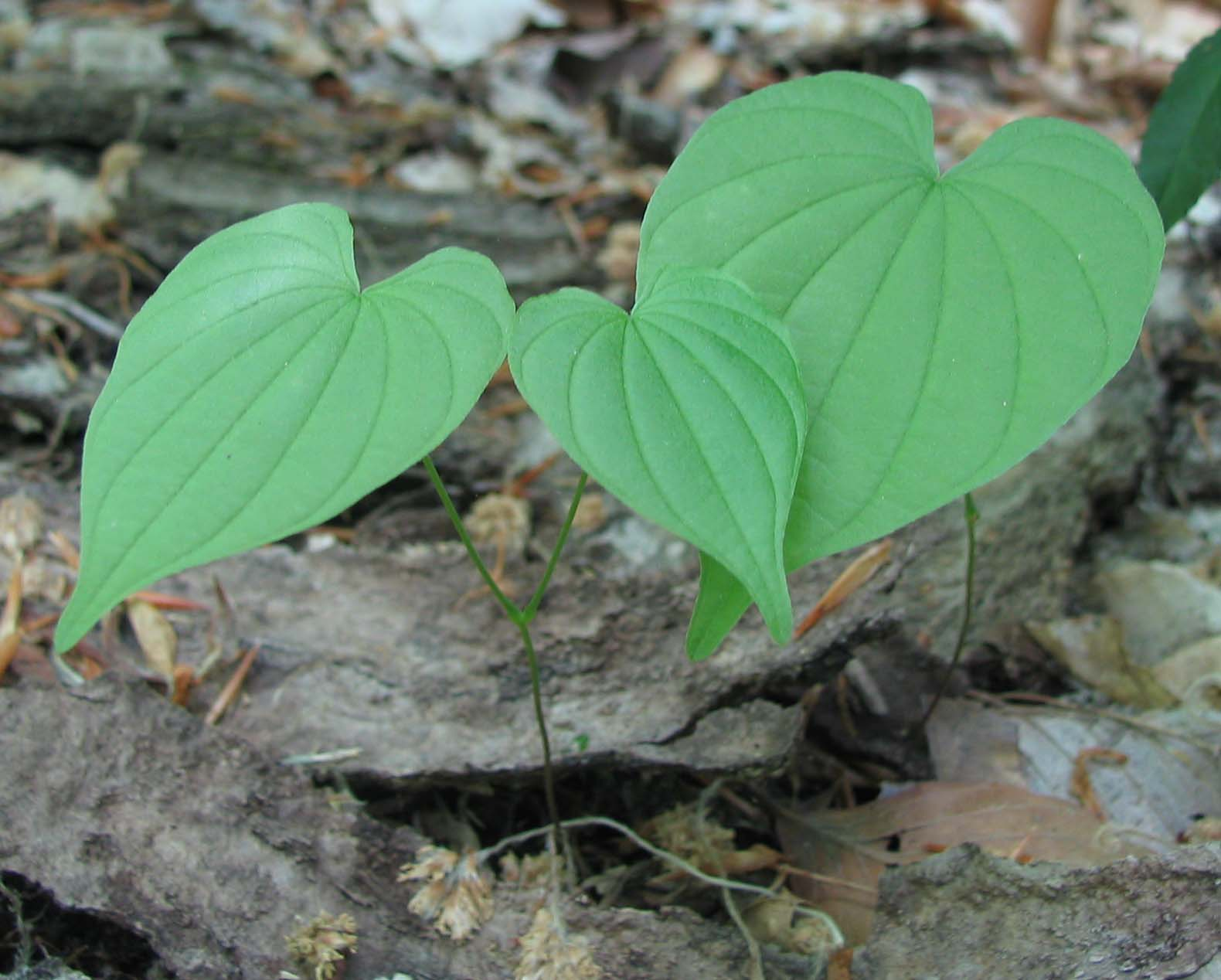
Dioscorea villosa (wild yam)
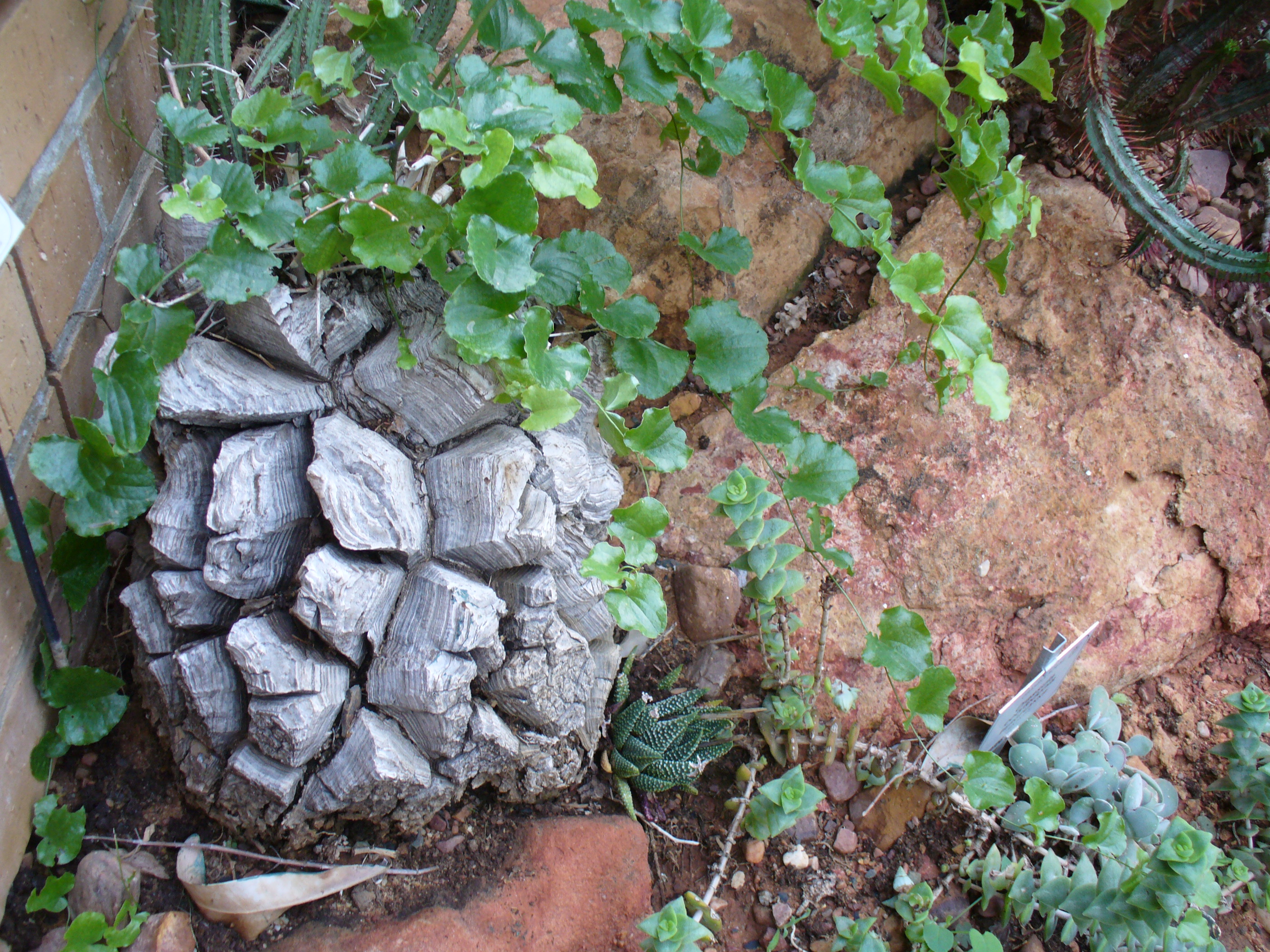
Dioscorea elephantipes

## Největší producenti
V roce 2017 bylo podle Organizace pro výživu a zemědělství (FAO, jedna z agentur Organizace spojených národů) celosvětově vyprodukováno 73 milionů tun jamů. Deset největších producentů vypěstovalo celkově 96,5 % celosvětové produkce. Samotná Nigérie se na celosvětovém množství podílela 65,7 %.
| Pořadí | Stát                    | Množství (v tunách) |
| ------ | ----------------------- | ------------------- |
| 1      | Nigérie                 | 47 942 712          |
| 2      | Ghana                   | 6 857 000           |
| 3      | Pobřeží slonoviny       | 7 148 000           |
| 4      | Benin                   | 3 133 367           |
| 5      | Etiopie                 | 1 400 000           |
| 6      | Togo                    | 826 553             |
| 7      | Kamerun                 | 648 407             |
| 8      | Čad                     | 493 841             |
| 9      | Středoafrická republika | 476 651             |
| 10     | Haiti                   | 439 329             |
|        | Svět                    | 73 018 875          |